# 외국주권면제법
외국주권면제법(Foreign Sovereign Immunities Act, FSIA)은 1976년 제정된 미국 연방 법률이다.

## 역사
주권면제는 미국 연방 대법원의 오래된 규범이다. 1812년 스쿠너 익스체인지호 사건에서, 대법원은 미국 시민이 프랑스 정부에 제소하는 것을 금지했다.
미국은 외국주권면제법을 성문법으로 제정한 최초의 국가이다.

## 외국정부의 정의
FSIA는 오직 외국 정부(foreign state)가 관련된 사건에만 적용되는 법률이다. FSIA는 28 U.S.C. § 1603(a)에서 외국 정부를 다음과 같이 정의한다.
- 외국 정부, A foreign state
- 외국 정부의 정치적 하급부서, A political subdivision of a foreign state
- 외국 정부의 기관이나 단체, An "agency or instrumentality" of a foreign state

외국 정부의 기관이나 단체는 28 U.S.C. § 1603(b)에서 다음과 같이 정의한다.
- 다음 중 하나를 충족하는 별도 법인
  - 외국 정부의 산하기관 또는 정치적 하급부서
  - 주식의 과반수를 외국 정부가 소유했거나 기타의 국유 유형

## 같이 보기
- 주권면제